# شهرستان چیچیبو، سایتاما
شهرستان چیچیبو (انگلیسی: Chichibu District, Saitama) یکی از  شهرستان‌های ژاپن است که در استان سایتاما در ژاپن واقع شده‌است.